# Cytheropteron pararcticum
Cytheropteron pararcticum är en kräftdjursart som beskrevs av Robin C. Whatley och Francis Masson 1979. Cytheropteron pararcticum ingår i släktet Cytheropteron och familjen Cytheruridae. Inga underarter finns listade i Catalogue of Life.